# Cucuieți, Călărași
Cucuieți este un sat în comuna Plătărești din județul Călărași, Muntenia, România. El a apărut în 1968, prin unirea satelor Cucuieți-Sudiți și Cucuieți-Moara.